# قاب‌بندی فولادی سبک

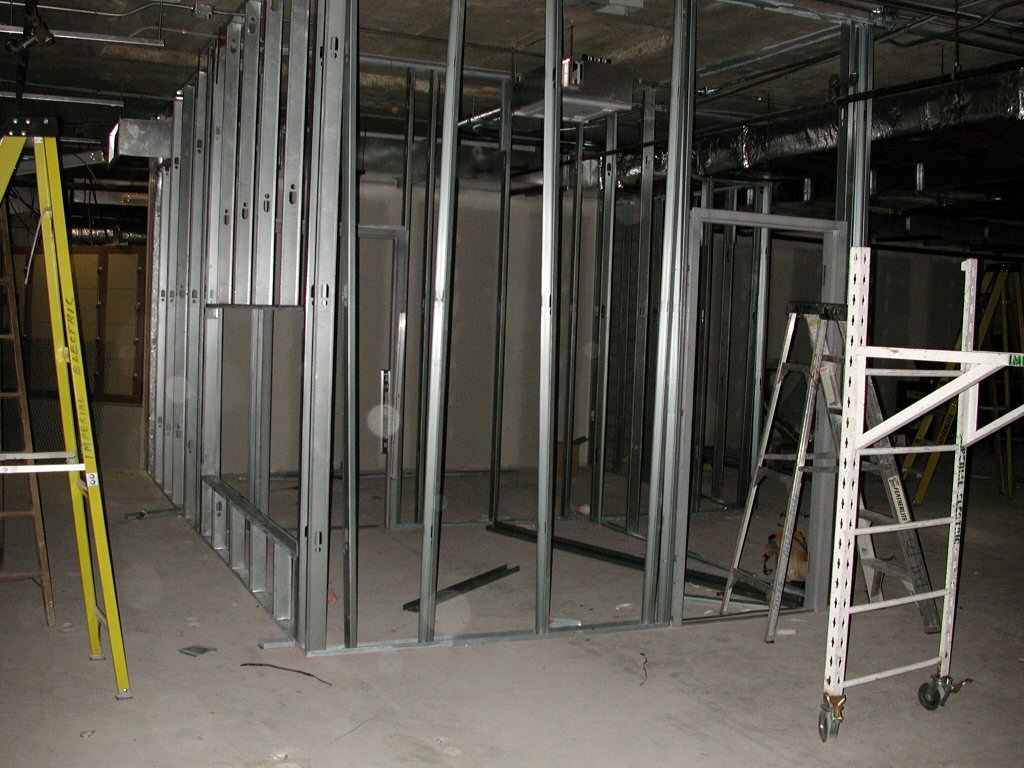
قاب‌بندی دیوارهای داخلی ساختمان

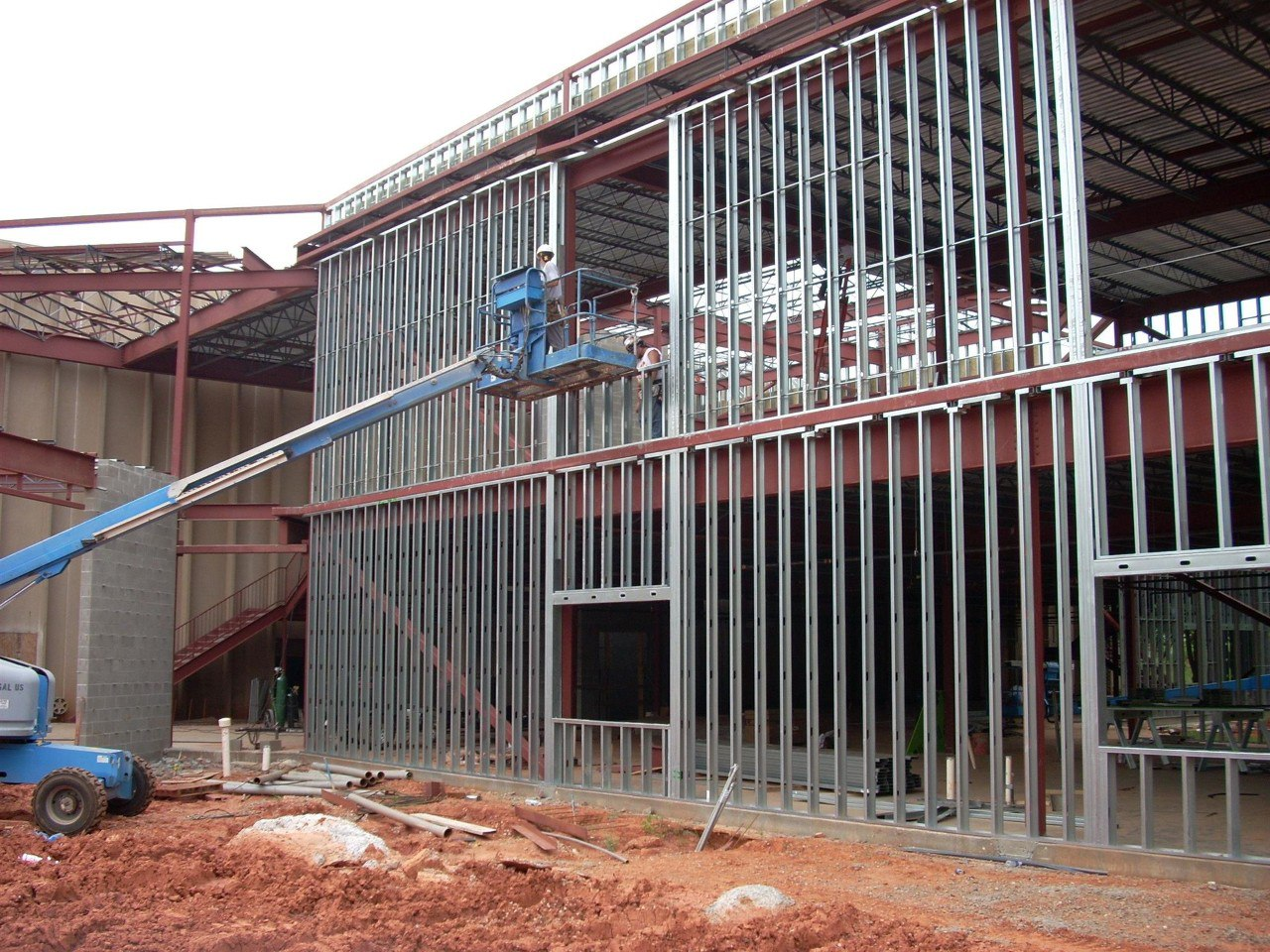
قاب‌بندی دیوارهای خارجی ساختمان

قاب فولادی سبک نوعی سیستم سازه است که در آن از فولاد سرد نورد شدهٔ گالوانیزه در ساخت سازه استفاده می‌شود. این سیستم همچنین به عنوان سازه‌های فولادی سبک، ساخت و ساز LSF یا Lightweight Steel Framing یا سازهٔ فولاد گالوانیزه شناخته می‌شود. این گونه سازه‌ها به علت سبک بودن و قابلیت اجرای دیوار خشک، مناسب برای مناطق زلزله خیز می‌باشد.
ساختمان‌های قاب فولادی سبک Lightweight Steel Framing موسوم به (LSF)، به صورت خشک و به روش تولید صنعتی اجرا می‌شوند. قاب‌های فولادی سبک (LSF) که به وسیله نورد سرد تهیه می‌شود، یکی از انواع سیستم‌های ساختمانی مدرن می‌باشد که به وسیله این روش می‌توان ساختمان‌هایی را به صورت طبقات محدود (معمولاً تا ۵ طبقه) را اجرا کرد.
این اعضای ساختمانی از ورق‌های فولادی با مقاطع عمدتاً U,C و Z می‌باشد. این عناصر فلزی خود به عناصر سازه‌ای اعم از باربر و غیر باربر که وظیفه اصلی آن‌ها پایداری ساختمان است تقسیم می‌شوند. این سیستم با تکرار قطعات سبک در ساخت دیوارها و سقف‌ها و مانند ساختمان‌های چوبی اجرا می‌شود. اتصالات عمدتاً به صورت اتصالات پیچ و مهره است وجای قرارگیری پیچ‌ها به روش تولید صنعتی در کارخانه به دقت زیاد با مختصات دقیق و طبق طراحی انجام شده به وسیله دستگاه‌های مخصوص مشخص می‌شود. این سیستم یک سیستم سازه‌ای مستقل می‌باشد و برای پروژه‌های انبوه‌سازی، دفاتر و ساختمان‌های تجاری کوچک، ساختمان‌های چند طبقه، واحدهای صنعتی و سالن‌های ورزشی یک طبقه مناسب است. این سیستم قابل تلفیق با سیستم‌های سازه‌ای رایج را مانند بتنی یا فلزی را یه خوبی دارد و برای بالاتر بردن تعداد طبقات (بالاتر از ۵ طبقه) با استفاده از سیستم LSF از این سیستم‌های مختلط استفاده می‌شود. در ساخت و تولید این مقاطع به روش نورد سرد مطابق آیین‌نامه‌ها اشکال مختلف در ابعاد متفاوت با ضخامتی در حدود ۰٫۶ تا ۲٫۵ میلی‌متر از ورق‌های گالوانیزه نازک پدید می‌آید.
سه جز اصلی این ساختمان‌ها
1. مقاطع متشکل از ورق‌های فولادی که به وسیله نورد سرد تهیه شده به عنوان سازه اصلی
2. پانل‌های گچی دیوار خشک به عنوان پوشش در داخل ساختمان
3. سمنت برد برای پوشش بیرونی خارجی ساختمان و بسته به نوع پروژه از لایه‌های عایق صوتی و حرارتی تشکیل می‌شود.

## تاریخچه
برخلاف تصور، استفاده از این سیستم تنها به چند دهه اخیر محدود نمی‌شود و قدمت استفاده از این روش به ۱۰۰ سال پیش بازمی‌گردد، دراوایل قرن نوزدهم و در سال ۱۸۵۰ میلادی در انگلیس و آمریکا در ساخت پل‌ها از قطعات فلزی جداره نازک استفاده شد و تاکنون نیز به مرور در صنعت هواپیما سازی، اتوموبیل و ساختمان‌سازی نیز کاربرد دارد.

## عناصر تشکیل دهنده
اعضای فولادی سیستم قاب فلزی سرد نورد شده را اصطلاحاً CFS می‌نامند این قطعات از ورقهای فولادی (گالوانیزه) به روش پرس یا نورد (به وسیله غلتک) پدید می‌آیند که این عناصر را می‌توان به‌طور مستقیم ویا به وسیله یک کلاف افقی به شالوده متصل کرد. در این سازه وظیفه تحمل بارهای عمودی و جانبی را عناصر عمودی که وادار(STUD) نامیده می‌شود بر عهده دارد و عناصر افقی در این سازه لاوک ((runner نام‌گذاری می‌شوند. (گلابچی۲) سقف در این سیستم در اکثر موارد سقف سبک و به صورت موردی با انواع دیگر اجرا می‌شود لازم است ذکر شود که تیر و تیرچه‌های این نوع سقف‌های سبک، همانند استاد و تراک‌های دیوارها است. در این نظام ساختاری در اجرای سقف معمولاً از تیرچه‌های فلزی با پروفیل‌های Z یا C استفاده می‌شود که متناسب با فواصل تیرچه‌ها برای پوشش میان آن‌ها می‌توان از تخته‌های چوبی یا سیمانی یا دال بتنی مسلح بهره گرفت. (ص۲) هر دیوار از تعدادی اجزای عمومی C شکل (STUD) به فواصل ۴۰ تا ۶۰ سانتی‌متر تشکیل می‌شود، که این اجزا از بالا و پایین به وسیله اجزای افقی با مقطع U یا C شکل (runner) متصل شده‌اند، تشکیل می‌شود. در صورتی که از مقاطع C شکل به عنوان تراک (runner) استفاده شود، لازم است برش‌هایی در محل نصب استاد انجام گیرد. در این سیستم سقف نهایی معمولاً به صورت شیبدار به وسیله خرپا و در ایران عمدتاً به صورت دال اجرا می‌شود.

## بررسی نقاط قوت و ضعف سیستم قاب سبک فولادی
در این سیستم سازه‌ای قطعات باربر وغیر باربر به دقت درون کارخانه تولید شده و در محل مناسب درون کارگاه نصب می‌شوند که روشی صنعتی درتولید قطعات پیش‌ساخته خواهد بود، از محاسن این روش سرعت بالا، دقت بالا، کیفیت بالا و کنترل کلیه استانداردها در تولید قطعات را می‌توان نام برد. از دیگر محاسن این روش و در صورت اجرای صحیح افزایش سرعت ساخت، کاهش وزن ساختمان، کاهش حجم عملیات پی‌ریزی، سطح مفید تمام شده بیشتر، کاهش هزینه‌های حمل و نقل، انعطاف‌پذیری بیشتر فضاها، سهولت در اجرا، عدم نیاز به ماشین آلات سنگین، حذف جوشکاری و کیفیت بالای اتصالات را برشمرد.
وزن سازه در این روش ۵۰٪ نسبت به سایر روش‌های رایج کمتر است و متعاقب آن کاهش نیروی زلزله وارد شده بر ساختمان نیز کمتر خواهد شد و با توجه به کمتر شدن وزن ساختمان بار وارده بر فونداسیون کمتر شده و کاهش ابعاد آن را سبب می‌شود.
بهره‌گیری از اعضای فولاد سرد نورد شده از دهه ۱۸۵۰ میلادی آغاز گردید، ولی استفاده از آن تا انتشار اولین ضوابط انجمن آمریکایی فلزات در ۱۹۴۶ گسترش زیادی پیدا نکرد، اولین استاندارد طراحی بر مبنای تحقیقات انجام یافته در دانشگاه کرنل سال ۱۹۳۹ و با پشتیبانی AISI تدوین گردید. امروزه به دلیل کیفیت مناسب ساخت و سرعت بالا و مقاومت عالی در برابر زلزله از آن در کشورهای انگلستان، آمریکا، کانادا، استرالیا، ژاپن استفاده می‌گردد. ساختمان‌های پیش‌ساخته فولادی سبک (LIGHT WEIGHT STEEL FRAME) به ساختمان‌های LSF موسوم بوده که به صورت خشک و عمدتاً با استفاده از اتصالات پیچی بکار می‌روند.

## اجزا
این ساختمان‌ها از ۳ جزء اصلی شامل:
مقاطع متشکل از ورقهای فولادی سرد نورد شده برای سازه، صفحات گچی یا PVC به عنوان پوشش و لایه عایق حرارتی و صوتی تشکیل می‌شوند.
کاربرد این ساختمان‌ها به عنوان یک سیستم سازه‌ای مستقل و اکثراً" در انبوه‌سازی ساختمان‌های دو یا سه طبقه ویلاها، ساختمان‌های کوچک، واحدهای صنعتی و سالن‌های ورزشی یک طبقه است.
این روش یک سیستم سازه‌ای باربر ثقلی است که قابلیت ترکیب شدن با سیستم‌های سازه‌ای دیگر، مانند دیوارهای بتن مسلح سازه‌ای (دیوارهای برشی) را دارد و در ساختمان‌های کوتاه به صورت سیستم سازه‌ای مختلط بکار می‌رود.
استفاده از اشکال مختلف آن طبق آیین‌نامه مجاز بوده و مقاطع آن دارای ابعاد متنوع و محدوده تغییرات ضخامتی بین ۶/۰ تا ۵/۳ میلی‌متر می‌باشد. اتصال LSF به شالوده توسط کلاف افقی با مقطع C، شکل گرفته و اجزای قائم به عنوان عضو باربر ستونی در بارهای ثقلی عمل می‌کند، برخی از این اعضا در دهانه مهاربندی جانبی سازه علاوه بر بار ثقلی، متحمل نیروهای ناشی از بار جانبی هم می‌باشد که تحت نام (STUD) در سیستم معرفی شده‌اند.
سقف این سازه‌ها متشکل از تیرچه‌های LSF سرد نورد شده می‌باشد. تیرها و تیرچه‌ها عمدتاً دارای مقاطع با اشکال C و Z می‌باشند.
پوشش سقف از دال بتنی است ولی درصورت نیاز به یکپارچگی لازم بین بتن و پروفیل فولادی تیرچه، می‌تواند به عنوان سقف مرکب فلزی طراحی و اجرا شود.LSF به منظور باربری جانبی سازه در امتداد اصلی متعامد، از دهانه‌های باربر جانبی استفاده شود

## دهانه باربر
دهانه‌های باربر به ۴ روش ایجاد می‌شود که عبارتند از سیستم دهانه‌های مهاربندی شده با اعضای قطری، سیستم دیوار برشی با ورق فولادی نازک، سیستم دیوار باربر با پوش‌های OSB، سیستم دیوار برشی بتن‌آرمه.
در حال حاضر در کشور ایران استفاده از سیستم دهانه‌های مهاربندی شده با اعضای قطری برای ساختمان‌ها تا ۲ طبقه مسکونی و سیستم باربر جانبی دیوار برشی بتن‌آرمه برای ساختمان‌های تا ۵ طبقه مجاز می‌باشد عملکرد صوتی دیوارها و سقف‌های ساخته شده با این سیستم در صورت رعایت تمهیدات لازم به راحتی پاسخگوی انتظارات تعیین شده در مقررات ملی ساختمان می‌باشد.
پروفیل‌های سرد نورد شده مقامت کمی در برابر حریق دارند و باید به خوبی محافظت شوند. یکی از دلایل کاربرد گچ به عنوان پوشش داخلی ساختمان‌ها، دستیابی به این هدف است. از عمده مزایای ساختمان‌های سبک فولادی LSF کاهش جرم ساختمان می‌باشد که تأثیر فراوانی در جهت کاهش هزینه‌های ناشی از مصالح، نیروی انسانی و نیز زمان احداث پروژه‌ها خواهد داشت.
به‌کارگیری این سیستم در ساختمان‌های پنج طبقه کشور با رعایت تمهیدات خاصی مقدور بوده و به نظر می‌رسد به عنوان یک گزینه در انبوه‌سازی می‌تواند موفق باشد مشروط بر آنکه بر اساس عملکرد سازه‌ای، طراحی و اجرای آن، محدودیت‌ها و ضوابط موجود در سایر آیین‌نامه‌ها بررسی و برای کشور تدوین و تهیه گردد. قدر مسلم آنکه اصلاحاتی در خصوص مقاطع ستونی، اعضای قطری مهاربند و نیز اتصالات این سیستم مورد نیاز می‌باشد که می‌بایست به نحو شایسته‌ای بدان پرداخته شود. این سیستم در زمینه‌های انرژی، حریق، آکوستیک و سازه در مرکز تحقیقات ساختمان و مسکن، مورد ارزیابی قرار گرفته و کاربرد آن در حیطه الزامات ارائه شده، مجاز می‌باشد

## الزامات طراحی و اجرا
- در نظر گرفتن تمهیدات لازم برای مشارکت نکردن این پانل‌ها در سختی جانبی سازه الزامی است.
- طراحی پانل‌های خارجی و اتصالات مربوط در مقابل بار باد مطابق مقررات ملی ایران مبحث ششم انجام گیرد.
- حداکثر ارتفاع خالص مجاز پانل‌ها ۳٫۲ متر است.
- حداکثر وزن پانل‌های خارجی به ۱۰۰ کیلوگرم بر متر مربع و پانل‌های داخلی به ۵۰ کیلوگرم بر متر مربع محدود می‌شود.
- رعایت مشخصات فولاد سرد نورد شده بر اساس استانداردASTM الزامی است.
- ضوابط مربوط به اجزاء اتصالی شامل پیچ خودکار، پیچ و مهره می‌بایستی مطابق آیین‌نامه AISCو استانداردAISI تأمین شود.
- در صورت استفاده از اتصالات جوش، رعایت ضوابط و مقررات مربوط به جوشکاری اعضای نورد شده مطابق استانداردAISI و آیین‌نامه هایAISCو AWS الزامی است.
- لازم است تمهیدات لازم مناسب باشرایط مختلف اقلیمی و محیط‌های خورنده ایران صورت پذیرد. ۹. الزامات مربوط به انرژی باید مطابق مبحث ۱۹ مقررا ت ملی ساختمان رعایت شود.
- در صورتی که عایق حرارتی به صورت پرکننده اجرا شود، باید نوع و ضخامت عایق، مقاومت حرارتی مورد نیاز را تأمین کند.
- به منظور کاهش اثر پل حرارتی، لازم است حدفاصل وادارها و لایه خارجی جداره با نوعی عایق حرارتی متراکم پر شود.
- لازم است ملاحظات کامل هوابندی در جداره‌های داخلی و خارجی، بازشوها و همچنین محل نصب اجزای اتصالی نظیر پیچ و مهره، با توجه به اقلیم مورد نظر و همچنین خطر میعان به عمل آید.
- رعایت مبحث سوم مقررات ملی سختمان در خصوص حفاظت ساختمان‌ها در مقابل حریق و همچنین الزامات نشریه شماره ۴۴۴ مرکز تحقیقات ساختمان و مسکن مربوط به مقاومت جداره‌ها در مقابل حریق با در نظر گرفتن ابعاد ساختمان، کاربری و وظیفه عملکردی اجزای ساختمانی الزامی است.
- صدابندی هوا برد جداکننده‌های بین واحدهای مستقل و پوسته خارجی ساختمان و صدابندی سقف بین طبقات می‌بایست طبق مبحث هجدهم مقررات ملی ساختمان تأمین شود.
- کلیه مصالح و اجزا در این سیستم اعم از معماری و سازه‌ای از حیث دوام، خوردگی، زیست‌محیطی و غیره می‌بایستی بر مبنای مقررات ملی ساختمان ایران یا آیین‌نامه‌های ملی یا معتبر بین‌المللی شناخته شده و مورد تأیید، به کار گرفته شود.
- اخذ گواهی نامه فنی برای محصول تولیدی، پس از راه اندازی خط تولید کارخانه، از مرکز تحقیقات ساختمان و مسکن الزامی است[۸]

## الزامات طراحی اجرا در ایران
- در مناطق با خطر نسبی کم، متوسط و زیاد (مطابق آیین‌نامه ۲۸۰۰ ایران) استفاده از این سیستم سازه به عنوان قاب ساختمانی ساده به همراه دیوار برشی بتن مسلح حداکثر در ۵ طبقه یا ارتفاع ۱۸ متر از تراز پایه بلامانع است.
- استفاده از این سیستم در مناطق با خطر نسبی کم، متوسط و زیاد (مطابق آیین‌نامه ۲۸۰۰ ایران) تا حداکثر ۲ طبقه یا ارتفاع ۷٫۲۰ متر از تراز پایه، با اجرای مهاربندی قطری بلا مانع است.
- به‌کارگیری این سیستم در مناطق لرزه خیز با خطر نسبی بسیار زیاد (مطابق آیین‌نامه ۲۸۰۰ ایران) مجاز نیست.

سیستم در مناطق لرزه خیز با خطر نسبی بسیار زیاد (مطابق آیین‌نامه ۲۸۰۰ ایران) مجاز نیست.
- به‌کارگیری حداکثر دهانه ۵ متر و حداکثر ارتفاع ناخالص (با احتساب ضخامت سقف)۳٫۶۰ متر برای هر طبقه در این سیستم مجاز است.
- طراحی کلیه اجزا ء اتصالات در این سیستم بر اساس استانداردAISI و طرح سازه‌ای و لرزه‌ای آن بر اساس آیین‌نامه‌های ASCE-05و IBC2003 و ویرایش‌های بعد از آن انجام گیرد.
- کنترل سازه در مقابل بار باد بر مبنای مقررات ملی ساختمان ایران مبحث ششم و با در نظر گرفتن سیستم مقاوم در برابر بار جانبی ناشی از زلزله که در بندهای ۱ و ۲ آمد ه است انجام شود.
- رعایت محدودیت حداکثر بار مرده و زنده به ترتیب ۲۵۰ کیلوگرم بر متر مربع و ۳۵۰ کیلوگرم بر متر مربع برای سقف‌ها الزامی است.
- رعایت مشخصات فولاد سرد نورد شده بر اساس استانداردASTM الزامی است.
- رعایت ضوابط فصل ۲۱ آیین‌نامهACI-318-05 و ویرایش‌های پس از آن برای طراحی دیوارهای برشی بتن مسلح الزامی است.
- تأمین ضوابط دیافراگم صلب برای کلیه سقف‌ها الزامی است.
- کلیه اتصالات اعضای قایم به اعضای افقی می‌باید به گونه‌ای باشد که یکپارچگی اعضا در ارتفاع سازه تأمین شود.
- ضوابط مربوط به اجزاء اتصالی شامل پیچ خودکار، پیچ و مهره می‌بایستی مطابق آیین‌نامهAISC و استانداردAISI تأمین شود.
- در صورت استفاده از اتصالات جوش، رعایت ضوابط و مقررات مربوط به جوشکاری اعضای نورد شده مطابق استانداردAISI و آیین‌نامه هایAWS و AISC الزامی است.
- سقف سازه‌ای این سیستم متشکل از تیرچه فلزی دال بتن مسلح فوقانی به صورت مقطع مرکب است که می‌باید بر مبنای ضوابط مقاطع مرکب مطابق آیین‌نامه و دال‌های بتن مسلح بر مبنای آیین‌نامهACI تأمین شود.
- به‌کارگیری مصالح بنایی در دیوارهای خارجی و داخلی مجاز نمی‌باشد. حداکثر وزن متر مربع دیوار تمام شده در جداکننده‌های داخلی نبایستی بیشتر از ۵۰ کیلوگرم بر متر مربع و در دیوارهای خارجی نبایستی بیش از ۱۰۰ کیلوگرم بر مترمربع باشد.
- لازم است تمهیدات لازم به منظور عدم مشارکت پانل‌های غیر باربر و جداکننده‌ها در سختی جانبی سازه صورت پذیرد.
- لازم است تمهیدات لازم متناسب باشرایط مختلف اقلیمی و محیط‌های خورنده ایران صورت پذیرد.
- کلیه مصالح و اجزا در این سیستم اعم از معماری و سازه‌ای از حیث دوام، خوردگی، زیست‌محیطی و غیره می‌بایستی بر مبنای مقررات ملی ساختمان ایران یا آیین‌نامه‌های ملی یا معتبر بین‌المللی شناخته شده و مورد تأیید، به کار گرفته شود.
- الزامات مربوط به انرژی باید مطابق مبحث ۱۹ مقررا ت ملی ساختمان رعایت شود. ۲۰. در صورتی که عایق حرارتی به صورت پرکننده اجرا شود، باید نوع و ضخامت عایق، مقاومت حرارتی مورد نیاز را تأمین کند.
- به منظور کاهش اثر پل حرارتی، لازم است حدفاصل وادارهاstud) (و لایه خارجی جداره با نوعی عایق حرارتی متراکم پر شود.
- لازم است ملاحظات کامل هوابندی در جداره‌های داخلی و خارجی، بازشوها و همچنین محل نصب اجزای اتصالی نظیر پیچ و مهره، با توجه به اقلیم مورد نظر و همچنین خطر میعان به عمل آید.
- رعایت مبحث سوم مقررات ملی سختمان در خصوص حفاظت ساختمان‌ها در مقابل حریق و همچنین الزامات نشریه شماره ۴۴۴ مرکز تحقیقات ساختمان و مسکن مربوط به مقاومت جداره‌ها در مقابل حریق با در نظر گرفتن ابعاد ساختمان، کاربری و وظیفه عملکردی اجزای ساختمانی الزامی است.
- صدابندی هوا برد جداکننده‌های بین واحدهای مستقل و پوسته خارجی ساختمان و صدابندی سقف بین طبقات می‌بایست طبق مبحث هجدهم مقررات ملی ساختمان تأمین شود.
- اخذ گواهی نامه فنی برای محصول تولیدی، پس از راه اندازی خط تولید کارخانه، از مرکز تحقیقات ساختمان و مسکن الزامی است.[۹]

## دیوارهای غیر باربر
صفحات دیواری سبک که از سیستم ساختمانی قاب‌های سبک سرد نورد شده منشعب می‌شوند قابل کاربرد در اکثر سیستم‌های ساختمانی می‌باشند. این صفحات دیواری بر اساس کاربرد اجزایی به نام studوادار وtrack (تیرچه) شکل گرفته‌است و ساختار اصلی دیوارها از ترکیب نیمرخ‌های فولادی گالوانیزه سرد نورد شده، بر پا می‌شود.
مقطع مورد استفاده در این دیوارها c شکل می‌باشد که معمولاً با اتصالات مکانیکی به یکدیگر متصل می‌شوند. هر دیوار از تعدادی اجزای عمودی شکل (وادار) به فواصل ۴۰ تا ۶۰ سانتی‌متر که در بالا و پایین به اجزای افقی ناودانی شکل Uیا Cشکل (تیرچه) متصل شده‌اند، تشکیل می‌شوند. در صورتی که از مقاطعC شکل به عنوان تیرچه استفاده شود، لازم است برش کاری در محل نصب وادار انجام شود.
این سیستم قابلیت بالایی برای نصب عایق حرارتی دارد. عایق حرارتی را به دو روش می‌توان بین وادارها نصب کرد. در روش اول، وادارها هم راستا اجرا می‌شوند و عایق حرارتی، در فضای بین آن‌ها قرار می‌گیرد اجرا در روش دوم، وادارها هم راستا اجرا نمی‌شوند و عایق حرارتی به صورت زیگزاگ بین آن‌ها حرکت می‌کند. در این حالت وادارها به صورت پلی حرارتی عمل نخواهند کرد و عایق کاری در شرایط بهتری انجام می‌شود. یکی دیگر از راه‌های عایق کاری دیوارها نصب یک لایه حرارتی صلب در طرف خارجی قاب فلزی است.
عایق صوتی از افزودن تخته گچی یا سیمانی در دو طرف عایق حرارتی (پشم شیشه) تأمین می‌شود. از دیگر روش‌های ایجاد عایق صوتی در یک طبقه، استفاده از دیوارهای جداکننده با دو قاب مجزا از یکدیگر و نیز استفاده از وادارهای آکوستیکی می‌باشد.
ورق‌های نسبتاً نازک فولاد گالوانیزه در برابر آتش دارای مقاومت کمی بوده و از این نظر باید محافظت شوند در غیر اینصورت ساختارها از نوع LSF در برابر آتش به سرعت دچار تغییر شکل شده و فرو خواهند ریخت محافظت از این ساختارها در مقابل آتش به وسیله تخته‌های گچی که بر روی چهارچوب فولادی نصب می‌شود قابل تأمین است.
به‌طور کلی با توجه به کاهش قابل ملاحظه وزن و اتلاف اندک مصالح نسبت به شیوه‌های متداول و قابلیت انطباق این سیستم با مقررات ملی ساختمان، کاربرد این نوع دیوارهای سبک غیر باربر داخلی برای انبوه‌سازی مناسب می‌باشد. این پانل‌ها در زمینه‌های انرژی، حریق، آکوستیک و سازه در مرکز تحقیقات ساختمان و مسکن، مورد ارزیابی قرار گرفته و کاربرد آن، در حیطه الزامات ارائه شده، مجاز می‌باشد